# Pat Smear
Pat Smear, pseudonimo di Georg Ruthenberg (Los Angeles, 5 agosto 1959), è un chitarrista statunitense.

## Biografia
Nato da padre tedesco di origini ebree e madre afroamericana, Smear cresce nella sua città natale, Los Angeles. All'età di 18 anni, nel 1977, insieme all'amico Darby Crash, dopo essere stati espulsi dalla University High School di Los Angeles, fonda il gruppo punk rock Sophistifuck and the Revlon Spam Queens, poi rinominati The Germs.
Durante il loro periodo di attività, tra i componenti che si sono susseguiti troviamo anche la cantante Belinda Carlisle alla batteria, la quale però non appare mai ufficialmente a causa di una prolungata mononucleosi. Nel 1979 esce l'album (GI), prodotto da Joan Jett e considerato tra i più influenti di tutti i tempi per il genere hardcore punk; tuttavia, l'anno seguente, i Germs si sciolgono dopo il suicidio di Crash.
Nel 1981 Smear diventa chitarrista del gruppo punk Adolescents, ma l'esperienza dura solo pochi mesi; negli anni successivi avrà contatti con la Nina Hagen Band e farà uscire due album solisti, Ruthensmear e So You Fell in Love with a Musician....
Nel 1992 riceve la proposta di unirsi ai Red Hot Chili Peppers in sostituzione di John Frusciante, appena uscito dalla band: Smear declina l'offerta in quanto non incline all'influenza funk del gruppo.
Successivamente si unisce ai Nirvana nel ruolo di seconda chitarra e debutta nella sua prima esibizione ufficiale il 25 settembre 1993, al Saturday Night Live. Con il gruppo partecipa anche all'album dal vivo MTV Unplugged in New York. La sua permanenza nel gruppo durò fino allo scioglimento nel 1994, dopo la morte del frontman Kurt Cobain.
Nel 1995 si unisce ai Foo Fighters dell'ex batterista dei Nirvana Dave Grohl. Smear vi rimane fino al 1997, quando, indotto dalla stanchezza, lascia il gruppo. Negli anni successivi continuerà a supportare i Foo Fighters in alcune esibizioni dal vivo. Nel frattempo, insieme all'amica Cindy Crawford, conduce il programma televisivo di MTV House of Style.
Dal 2010 è ufficiale il suo rientro in pianta stabile nei Foo Fighters, con i quali ha inciso tutti gli album successivi Wasting Light, Sonic Highways, Concrete and Gold, Medicine at Midnight e But Here We Are.

## Discografia

### Da solista
- 1988 – Ruthensmear
- 1992 – So You Fell in Love with a Musician...

### Con i The Germs
- 1977 – Forming (singolo)
- 1978 – Lexicon Devil (EP)
- 1979 – (GI)
- 1980 – The Decline of Western Civilization (colonna sonora)
- 1981 – What We Do Is Secret (EP)
- 1985 – Germicide (live)
- 1993 – (MIA) - The Complete Anthology (raccolta)

### Con i Nirvana
- 1994 – MTV Unplugged in New York
- 1996 – From the Muddy Banks of the Wishkah
- 2002 – Nirvana
- 2004 – With the Lights Out

### Con Mike Watt
- 1995 – Ball-Hog or Tugboat?

### Con i Foo Fighters
- 1997 – The Colour and the Shape
- 2006 – Skin and Bones (live)
- 2007 – Echoes, Silence, Patience & Grace (chitarra in Let It Die)
- 2011 – Wasting Light
- 2014 – Sonic Highways
- 2017 – Concrete and Gold
- 2021 – Medicine at Midnight
- 2023 – But Here We Are